# François Hector d'Albert de Rions
 (octobre 2012).
Pour les articles homonymes, voir Albert et Rioms.
François Hector d’Albert, comte de Rioms (ou Rions), né le 19 février 1728 à Avignon et mort le 2 octobre 1802 à Saint-Auban-sur-l'Ouvèze, est un aristocrate et officier de marine français du XVIIIe siècle. Il est l'un des principaux commandants de la flotte française pendant la guerre d'indépendance des États-Unis et termine sa carrière dans la Marine avec le grade de contre-amiral (1er janvier 1792), équivalent à celui de chef d'escadre des armées navales de France sous l'Ancien Régime. Commandant en second la marine dans l'Armée des Princes (1792), sous le comte d'Hector, iI passe alors à tort pour un contre-révolutionnaire farouche. En 1802 cependant le Premier Consul loue « sa conduite politique pendant la Révolution. »

## Biographie

### Origines et famille
François Hector d’Albert est le fils de François d'Albert de Rioms (1702-1792) et de sa femme Catherine de La Chau. De ce mariage naissent quatre fils : un premier mort jeune, François Hector (en 1728), Jean Pierre Henry en (1733) et Joseph (en 1737).

### Carrière dans la Marine

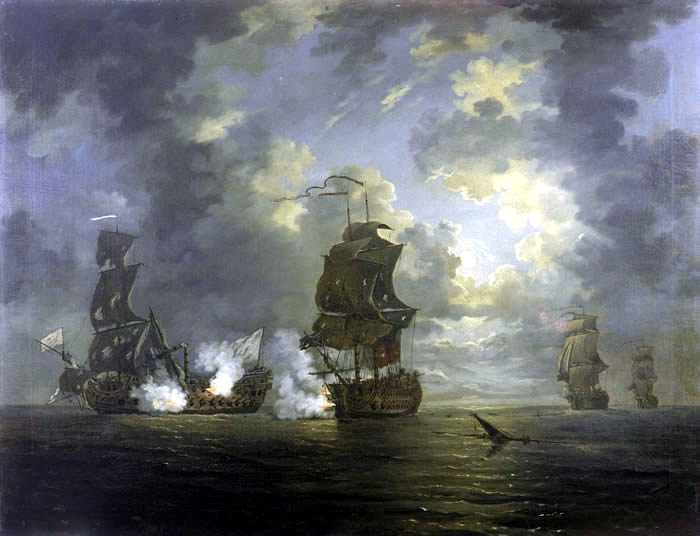
Pendant la guerre de Sept Ans, Albert de Rions est capturé sur Le Foudroyant lors du combat malheureux de Duquesne de Menneville contre le HMS Monmouth, devant Carthagène (28 février 1758).

Albert de Rioms débute comme garde de la Marine à la compagnie de Rochefort, en 1743, devient enseigne cinq ans plus tard, et lieutenant de vaisseau en 1755. Lors de la guerre de Sept Ans, il est fait prisonnier une première fois sur l'Espérance (commandant : le vicomte de Bouville), une seconde fois sur le vaisseau Le Foudroyant, dans le combat de Carthagène du 28 février 1758, livré par le marquis Duquesne, voulant rallier, à Carthagène, La Clue, bloqué par une escadre anglaise commandée par l'amiral Henry Osborne.
Le 11 juin 1761, il épouse Thérèse de Clerc de Ladevèze (1740-1823). De cette union naît une fille, Adeline d'Albert de Rions (1770-1807).
Chevalier de Saint-Louis en 1763, il est promu au grade de capitaine de frégate en 1771, après avoir servi, soit dans l'infanterie, soit dans l'artillerie de marine, et prend part à quatre campagnes navales.

### La campagne d'Amérique

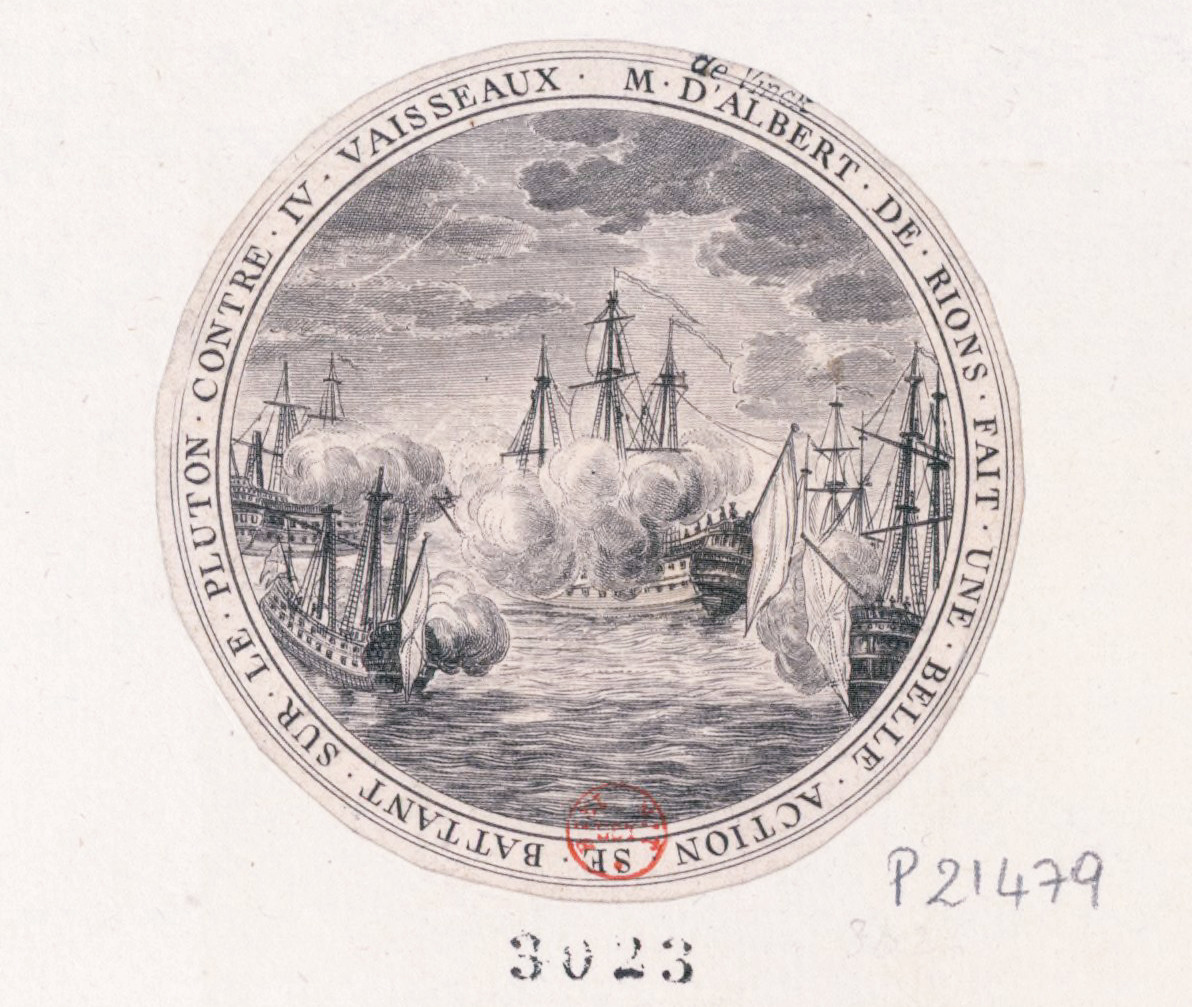
Albert de Rions tente de porter secours au navire amiral le lors de la bataille des Saintes, le 12 avril 1782.

Capitaine de vaisseau en 1772, il servit avec éclat dans la guerre d'Amérique, sous les ordres du comte d'Estaing.
En 1778, M. d’Albert, commandant le vaisseau le Sagittaire, de 50 canons, concourt à l'expédition de Newport, à l'attaque de Sainte-Lucie et se trouva en juillet 1779 au combat de la Grenade, où le comte d’Estaing bat l’escadre de l’amiral Byron. Le 24 septembre de la même année, au siège de Savannah, il capture le HMS Experiment, vaisseau anglais de 50 canons, de la même force que le sien, et portant 650 000 fr. d’argent monnayé. Suffren, qui combat avec lui à Newport, ne cesse plus par la suite de faire son éloge.
En 1780, il est promu brigadier des armées navales. En 1781, montant le vaisseau le Pluton, (74 canons), il se fait remarquer dans tous les combats livrés par l’escadre du comte de Grasse, à savoir : le 29 avril, au large de Fort-Royal de la Martinique, contre la flotte de l’amiral Hood ; à la prise de Tobago à la fin du mois de mai ; le 5 septembre suivant, devant la baie de Chesapeake, contre l’amiral Graves ; le 25 et le 26 janvier 1782, près de l'île Saint-Christophe, contre l’amiral Hood.
Enfin, dans les journées du 9 et du 12 avril, entre la Dominique et la Guadeloupe, à la bataille des Saintes, où, monté sur Le Pluton, il se distingue par le secours, remarquable, tenant en échec quatre vaisseaux britanniques, qu'il porte à la Ville de Paris, contre l’amiral Rodney.
Cette défaite des Saintes, où seul un tiers des vaisseaux français ont fait face à plus du triple de navires anglais donnera lieu à un conseil de guerre, long et inutile, où des oppositions d'officiers et d'aristocrates prévalent sur les actions de réforme, correctrices, et à une reconstruction plus rapide de la flotte pour la conquête des Indes ou de la Jamaïque.
Lors de ce conseil mettant en jeu les égos, plus encore que le vrai combat naval, sera examinée la conduite de tous les officiers supérieurs : celle du comte d’Albert de Rions obtient des éloges mérités, et de tous.

Aussi, dans l'Inde, Suffren le demande-t-il comme capitaine, et, au besoin, comme successeur. Ce dernier écrit à M. de Castries : 

« Je ne connais, qu'une personne qui a toutes les qualités qu'on peut désirer, qui est très-brave, très-instruite, pleine de zèle et d'avenir, désintéressée, bon marin : c'est M. d'Albert de Rions, et, fût-il en Amérique, envoyez-lui une frégate. J'en vaudrai mieux, l'ayant ; car il m'aidera, et, si je meurs, vous serez assuré que le bien du service n'y perdra rien ; si vous me l'aviez donné quand je vous l'ai demandé, nous serions maîtres de l'Inde. »

### Toulon et la Révolution

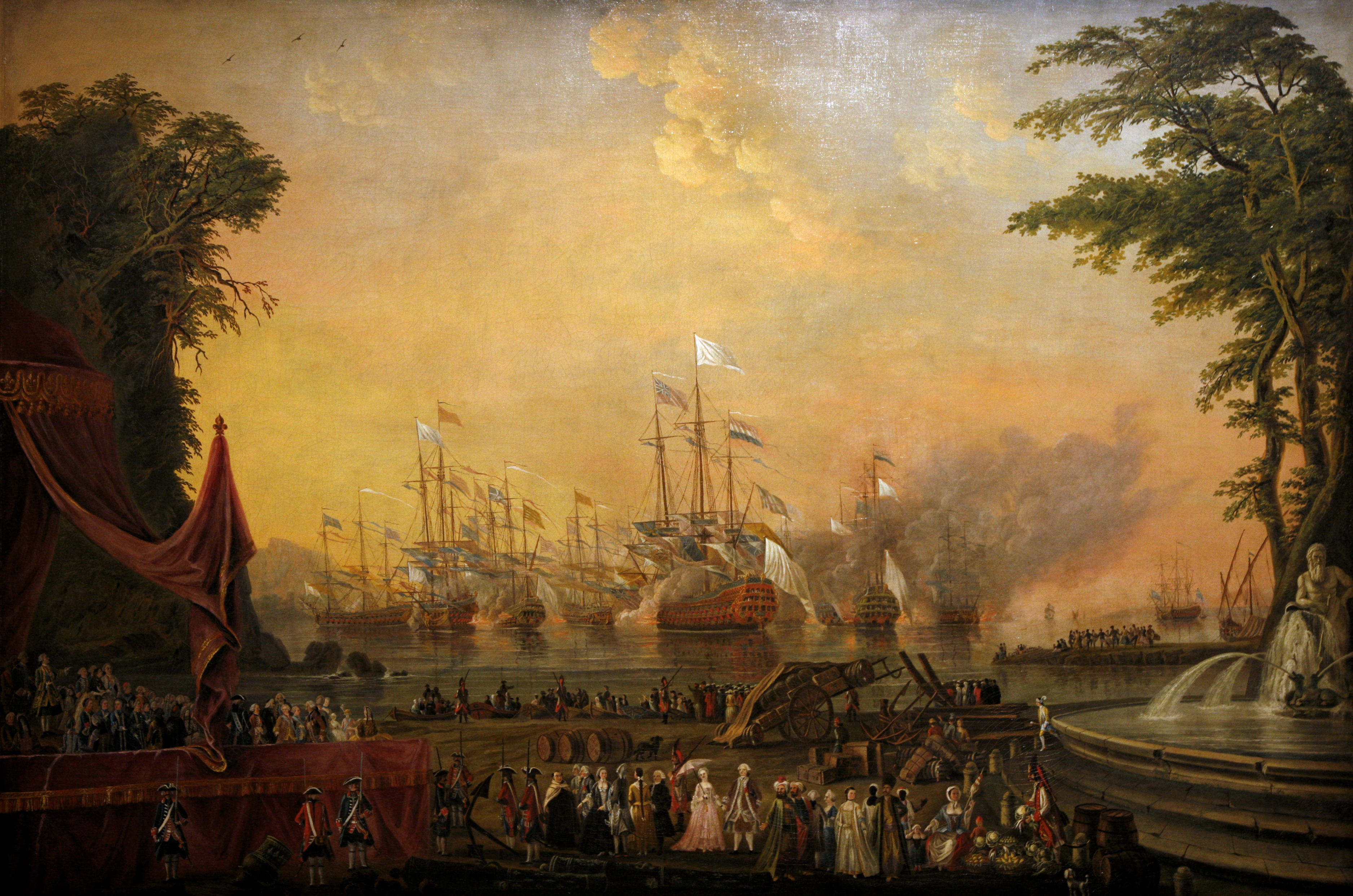
L'escadre de Toulon en 1777. Nommé commandant de la base, Albert de Rions émigre après les émeutes révolutionnaires.

Promu chef d'escadre des armées navales en 1784, il est fait Commandeur de Saint-Louis par brevet du 20 août 1784 et reçoit une pension de 3 000 livres sur le budget de l'ordre. Il est nommé directeur général du port de Toulon et ensuite commandant de la marine dans ce port, il commande, en 1785, le vaisseau le Séduisant dans la campagne d'évolutions qu'il fait avec Buor de la Charoulière dans la mer du Nord.
Lorsque Louis XVI visite Cherbourg, en 1786, Albert de Rions lui donna, sur le Patriote, le simulacre d'un combat naval dans la rade.
Promu commandeur de Saint-Louis en 1788, il avait repris son service à Toulon en qualité de lieutenant général des armées navales. En décembre 1789, les effets de la Révolution française se manifestent à Toulon. Il défend aux ouvriers de l’arsenal de porter la cocarde tricolore et de se faire inscrire dans la garde nationale. Deux charpentiers ayant enfreint ses ordres, il les fait conduire en prison, ce qui déclenche une insurrection.  Les troupes de ligne refusent de défendre Albert, et il est arrêté par les ouvriers, avec Castellet et Villages.
Saisie de l'affaire, l'Assemblée nationale, disculpe Albert et ordonne sa remise en liberté. Peu de temps après, Louis XVI lui confie le commandement d’une flotte de trente vaisseaux de ligne, l'escadre, dite « de l'Océan », rassemblée à Brest pour soutenir l’Espagne contre l’Angleterre dans l’affaire de Nootka Sound.
Nommé contre-amiral, le 1er janvier 1792, il abandonne son poste le 15 et fuit la France pour rejoindre les Émigrés à Coblence. Il combat ensuite contre la France dans le Corps d'Hector de l'Armée des Princes. Après la bataille de Valmy, l'Armée des Princes et dissoure, et Albert se retire en Dalmatie.
Il revient en France sous le Consulat. Admis à la retraite en 1802, il meurt le 3 octobre de la même année, dans sa maison familiale à Saint-Auban.

## Distinctions
- Commandeur de l'Ordre royal et militaire de Saint-Louis

## Publications
Il a publié :
- Mémoire historique et justificatif du comte d'Albert de Rions, sur l'affaire de Toulon. Paris, Desenne, 1790, in-8. (lire en ligne);
- Détails relatifs à la détention de M. le comte d'Albert de Rions et des principaux officiers de la marine, adressés à Mgr le comte de la Luzerne, par les officiers de la Marine du Département  de Toulon, etc. Paris, Desenne, 1790, in-8°.
- Observations de M. le compte d'Albert, sur la délibération prise par les conseils municipal et permanent de la communauté de Toulon, réunis & tenus le 7 décembre 1789, sous la présidence & l'autorisation de Mr. d'André, membre de l'Assemblée nationale, commissaire du roi en Provence (lire en ligne)

### Sources et bibliographie
: document utilisé comme source pour la rédaction de cet article.
- Oscar Havard, Histoire de la Révolution dans les ports de guerre. Toulon, Nouvelle librairie nationale, Paris, 1913 p. XXXI, 13, 16, 30-66, 130, 242, 329-331 (lire en ligne)
- Michel Vergé-Franceschi, La Marine française au XVIIIe siècle, SEDES, 1996.
- Michel Vergé-Franceschi (dir.), Dictionnaire d'Histoire maritime, éditions Robert Laffont, coll. « Bouquins », 2002.
- Michel Vergé-Franceschi, « Marine et Révolution. Les officiers de 1789 et leur devenir. », Histoire, économie et société, no 2,‎ 1990, p. 259-286 (lire en ligne).
- Jean Meyer et Martine Acerra, Histoire de la marine française : des origines à nos jours, Rennes, Ouest-France, 1994, 427 p. [détail de l’édition] (ISBN 2-7373-1129-2, BNF 35734655)
- Étienne Taillemite, Dictionnaire des marins français, Tallandier, 2002, 576 p. (ISBN 978-2-84734-008-2), p. 8-9.
- André Zysberg, La monarchie des Lumières, 1715-1786, Nouvelle Histoire de la France moderne, coll. « Point Seuil », 2002.
- Jean-Christian Petitfils, Louis XVI, éditions Perrin, 2005.
- Guy Le Moing, Les 600 plus grandes batailles navales de l'Histoire, Marines Éditions, 2011.
- Prosper Jean Levot et Alfred Doneaud, Les gloires maritimes de la France : notices biographiques sur les plus célèbres marins, découvreurs, astronomes, ingénieurs, hydrographes, médecins, administrateurs, etc., Arthus-Bertrand, 1866, 559 p. (lire en ligne).
- « François Hector d'Albert de Rions », dans Louis-Gabriel Michaud, Biographie universelle ancienne et moderne : histoire par ordre alphabétique de la vie publique et privée de tous les hommes avec la collaboration de plus de 300 savants et littérateurs français ou étrangers, 2e édition, 1843-1865 [détail de l’édition]
- Jean-Marc van Hille, Un baroudeur au siècle des Lumières : Contre-amiral d'Albert de Rions (1728-1802), Éditions Le Phare de Misaine, 1999, 313 p. (ISBN 978-2-9506837-7-9)